# IJsgrot

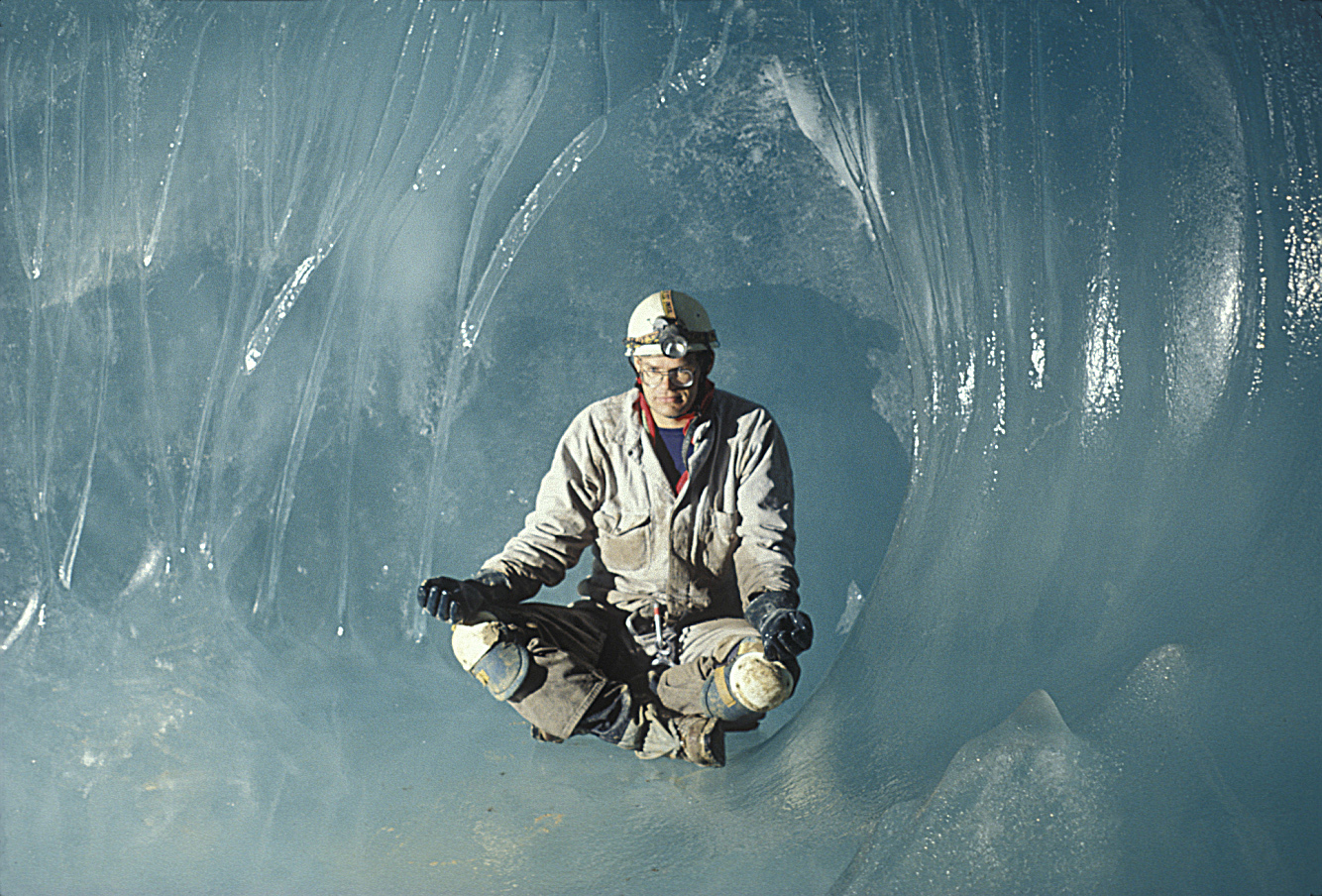
Man in een ijsgrot

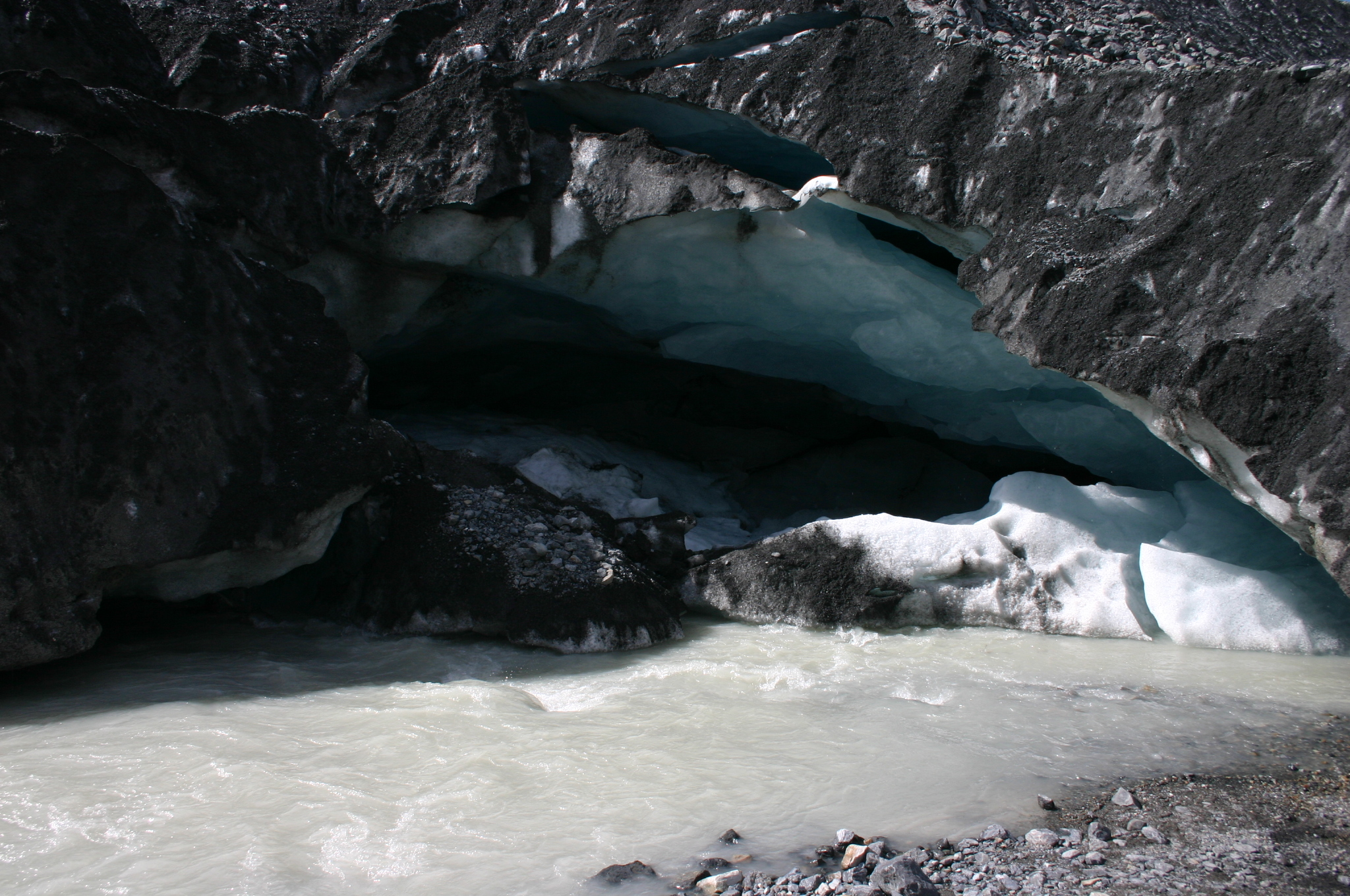
Een ijsgrot vormt een brug over het smeltwater van de Athabasca gletsjer

Een ijsgrot is een natuurlijke grot (meestal lavatunnels of kalksteengrotten), waar zich het hele jaar door aanzienlijke hoeveelheden ijs bevinden. Als voorwaarde voor een ijsgrot geldt dat de temperatuur in ten minste een deel van de grot zich het hele jaar door onder de nul graden bevindt en dat water op een of andere wijze de grot binnen kan dringen.
Een gletsjergrot is een grot, die zich in het ijs zelf bevindt. Het begrip wordt ook gebruikt voor ijskelders, keldervormige koele ruimten, waar blokken ijs worden opgeslagen.

## Temperatuurmechanismen
Grotten in rotsen worden thermisch geïnsuleerd van het aardoppervlak en nemen zo een bijna constante temperatuur aan , die in de buurt komt van de gemiddelde jaarlijkse temperatuur aan het aardoppervlak. In sommige koude omgevingen ligt de gemiddelde temperatuur aan het aardoppervlak onder nul en zijn door de aanwezigheid van meren in de zomer ijsgrotten mogelijk. Er zijn echter ook veel ijsgrotten aanwezig in gematigde klimaten, die hun bestaan danken aan het feit dat de temperatuur in de grot kouder is dan de gemiddelde temperatuur aan het aardoppervlak. Dit kan verschillende oorzaken hebben: 
- koelvallen: verschillende grotformaties maken het mogelijk dat van tijd tot tijd convectie optreedt, zodat koude lucht de grot kan binnenstromen in de winter, maar warme lucht niet in de zomer. Een voorbeeld hiervan is een ondergrondse kamer met slechts 1 ingang: in de winter trekt koude dichte lucht de ruimte binnen en drukt de lichtere warmere lucht de ruimte uit, maar in de zomer kan de lichtere warme lucht de grot niet binnendringen doordat er zich dichtere koudere lucht in de ruimte bevindt. Alleen als de luchttemperatuur kouder is zal er warmteuitwisseling plaatsvinden. Sommige koelvallen maken het mogelijk dat in de winter sneeuw binnenwaait, die door de lage temperatuur ook in de zomer blijft liggen en zo in de zomer uit het bereik van de zonnestralen bijdraagt aan de koude in de grot.
- permafrost: Zelfs in gematigde omgevingen kunnen zich rotsgebieden bevinden, waar de temperatuur zich het hele jaar door onder het vriespunt bevindt, hetgeen aangeduid wordt als permafrost. Winterse winden en het ontbreken van sneeuwbedekking kunnen er bijvoorbeeld voor zorgen dat de grond zo diep bevriest, dat de zomerwarmte er niet meer bij kan. Met name bij lichtgekleurde rotsformaties, die minder warmte opnemen dan donkergekleurde is dit mogelijk. Hoewel in een gedeelte van de grot in deze permafrostzone de temperaturen zich onder nul bevinden, laat permafrost over het algemeen geen water door, waardoor ijsformaties vaak beperkt zijn tot kristallen uit damp en kunnen diepere delen van de grot dan droog zijn en volledig vrij van ijs. IJsgrotten in de permafrost hoeven niet per se koelvallen te zijn aangezien ze niet erg opdrogen in de zomer.
- verdampingskoeling: In de winter kan droge lucht die vanaf de oppervlakte een grot binnenstroomt die met vocht is verzadigd een extra koelend effect hebben als gevolg van de latente warmte van de evaporatie. Hierdoor kan een zone in de grot ontstaan die kouder is dan de rest van de grot. Doordat veel grotten droogtes kennen die wisselen per seizoen, kan de bijbehorende opwarming van de grot door condensatie in de zomer zich op een andere plaats voordoen in de grot, maar in ieder geval heeft een grot die met vocht is verzadigd meer kans op evaporerende afkoeling dan op condenserende opwarming.